# Heliophanus creticus
Heliophanus creticus là một loài nhện trong họ Salticidae.
Loài này thuộc chi Heliophanus. Heliophanus creticus được Giltay miêu tả năm 1932.